# Ваг, Мамаду
Мамаду́ Ваг (фр. Mamadou Wague; род. 19 августа 1990, Сен-Бриё, Франция) — французский футболист, защитник клуба «Ланси».

## Биография
Ваг — третий ребёнок в семье. У Вага шесть родных сестёр и два брата. Его двоюродный брат — футболист Молла Ваге.
Выступал в клубах Франции, Венгрии, Кипра, Швеции и Саудовской Аравии. В июне 2016 года подписал полугодичный контракт с казахстанским «Жетысу». Дебют в казахстанской Суперлиге состоялся 25 июня 2016 года в матче против «Иртыша» (1:3).
Летом 2017 года стал игроком одесского «Черноморца». Дебют Мамаду Вага в чемпионате Украины состоялась 10 сентября 2017 года в матче против кропивницкой «Звезды» (1:0). По итогам сезона 2017/18 «Черноморец» вылетел из Премьер-лиги, а Ваг с рядом других футболистов покинул команду.
Его новой командой стал иракский клуб «Аль-Шотра».
С августа 2019 года — игрок израильского «Маккаби Ахи».